# Perché il pollo ha attraversato la strada?

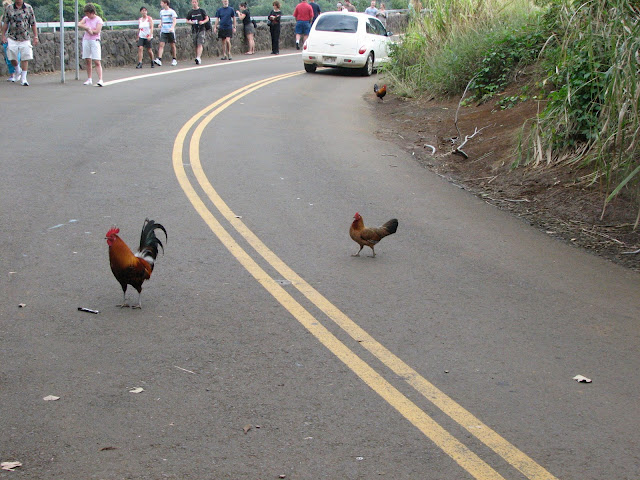
Perché il pollo ha attraversato la strada?

"Perché il pollo ha attraversato la strada?" ("Why did the chicken cross the road?") è un famoso scherzo indovinello americano, che ha come risposta "Per arrivare dall'altra parte" ("To get to the other side").

## Storia
È un esempio di antiumorismo, in quanto l'impostazione della battuta porta l'ascoltatore ad aspettarsi una battuta, ma viene invece data una semplice affermazione di fatto. "Perché il pollo ha attraversato la strada?" è stato ripetuto e modificato numerose volte nel corso della storia. 

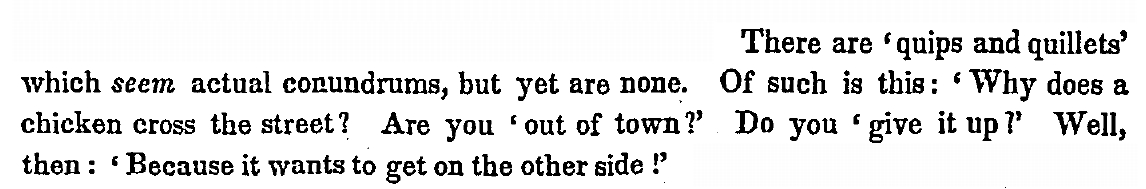
Una versione del 1847 dello scherzo (The Knickerbocker)

L'enigma è apparso nel 1847 nel The Knickerbocker, un mensile di New York City: Nel 1890, un'altra variante dello scherzo apparve sulla rivista Potter's American Monthly :
Nel 2012 Renato de Rosa ha scritto un libro, La variante del pollo, sotto forma di "esercizi di stile": le risposte alla domanda sono scritte imitando la scrittura di famosi autori.

## Varianti

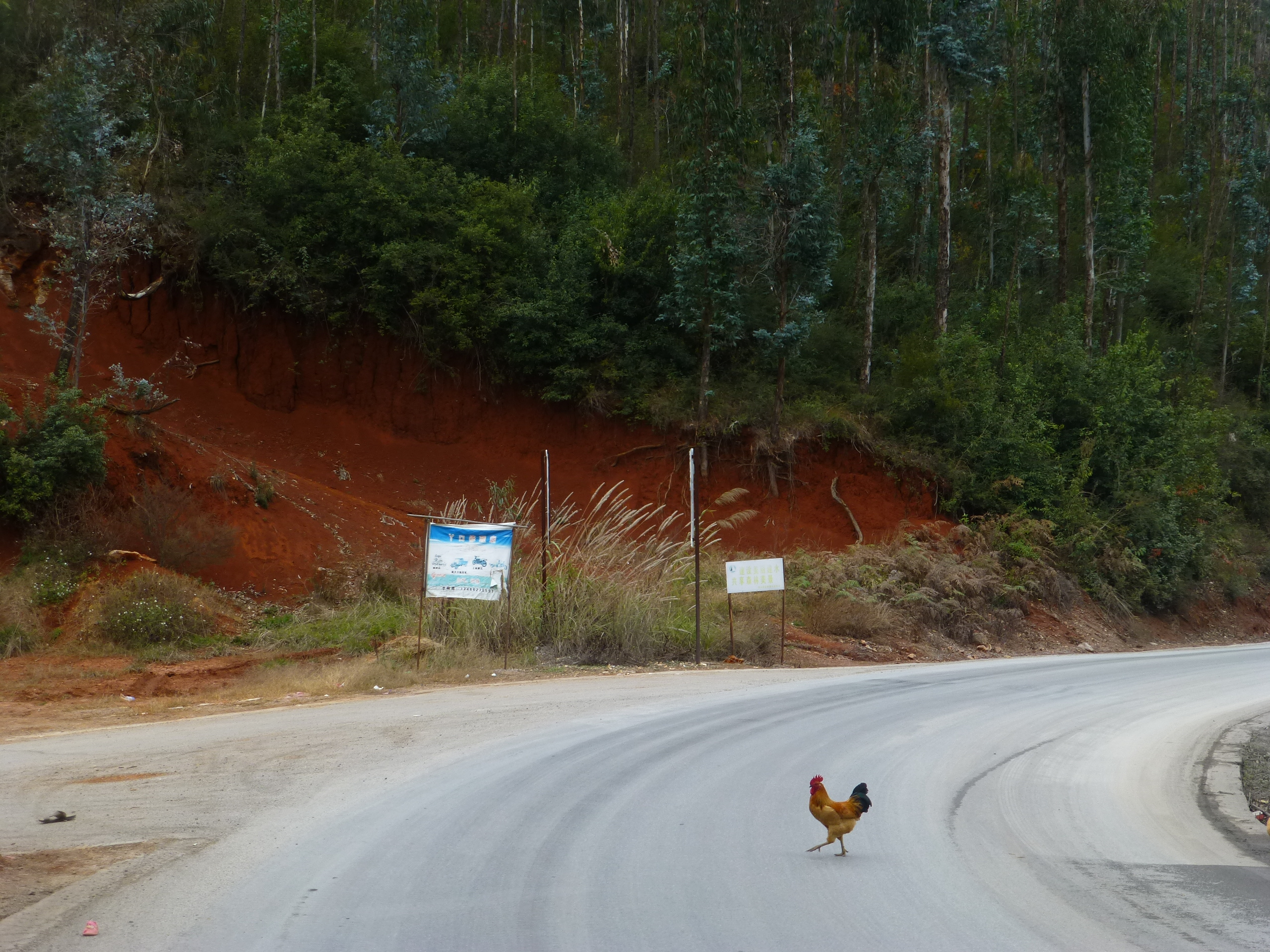
Un pollo che attraversa la strada provinciale del Yunnan 214

Ci sono molti indovinelli che si richiamano a questo. Una classe di varianti ha un animale diverso dal pollo che attraversa la strada. Ad esempio, un'anatra (o tacchino) attraversa "perché era il giorno libero del pollo" e un dinosauro attraversa "perché i polli non esistevano ancora". Alcune varianti uniscono riferimenti all'originale con giochi di parole come "Perché l'anatra ha attraversato la strada?" "Per dimostrare che non è un pollo ".
Altre varianti sostituiscono il lato della strada con un'altra parola, spesso per creare un gioco di parole. Alcuni esempi:
- Perché il pollo ha attraversato la strada? "Per arrivare a casa dell'idiota". A cui segue lo scherzo del bussare: "Toc toc", "Chi è?" "Il pollo".
- Perché la gomma da masticare ha attraversato la strada? Perché era appiccicata al piede del pollo.

Una versione matematica chiede: "Perché il pollo ha attraversato la striscia di Möbius?" "Per arrivare dalla stessa parte."
Un'altra classe di varianti impiega la parodia attribuendo a personalità o istituzioni notevoli le risposte.
Perché il pollo ha attraversato la strada?
- Martin Luther King Jr.: aveva un sogno.
- Isaac Newton: I polli a riposo tendono a rimanere a riposo. I polli in movimento tendono ad attraversare la strada.
- Aristotele: È nella natura del pollo, attraversare la strada.
- Karl Marx: Era storicamente inevitabile.
- Bill Clinton: Non sono mai rimasto da solo con questo pollo.